# Halifaxeksplosionen
44°40′09″N 63°35′47″V / 44.66917°N 63.59639°V
Halifaxeksplosionen fandt sted om morgenen den 6. december 1917 i Halifax i provinsen Nova Scotia i Canada. Eksplosionen var forårsaget af en kollision mellem to skibe ud for havnen i Halifax, norske S/S Imo og franske S/S Mont Blanc, der var lastet med sprængstoffer. Ved kollisionen udbrød brand på S/S Mont Blanc, der udløste eksplosionen.
Ca. 2.000 mennesker omkom ved eksplosionen og de efterfølgende skader i form af brande og sammenstyrtede bygninger, og ca. 9.000 mennesker blev såret. Når ses bort fra nukleare eksplosioner, var det den største menneskeskabte eksplosion indtil 1985, hvor det amerikanske militær simulerede en atomsprængning med konventionelle sprængstoffer. Eksplosionen i Halifax forårsagede en paddehattesky på 1,6 km i højden, hvilket var den første menneskeskabte paddehattesky
Mont Blanc var lastet med 223 ton benzen, 56 ton nitrocellulose, 227 ton TNT og 2.146 ton våd og tør pikrinsyre og var på vej med sin last fra New York til Bordeaux i Frankrig. 1. verdenskrig rasede i Europa og den franske stat skulle anvende sprængstofferne i den franske krigsindustri. Ca. kl. 8:45 kolliderede skibet med lav hastighed (omkring 1 knob) med det norske skib. Der opstod brand ombord på Mont Blanc, der hurtigt spredte sig og kom ud af kontrol. Besætningen forlod skibet, der herefter drev mod en mole ved havnen. Kl. 9:04 eksploderede Mont Blanc.
Eksplosionen udløste en energi svarende til 2,9 kilotons TNT (12,000 GJ). Til sammenligning udløste atombomben over Hiroshima en eksplosion på 15 kiloton TNT. Næsten alle bygninger indenfor en radius af 800 meter blev jævnet med jorden, og eksplosionens trykbølge forårsagede omfattende skader flere kilometer væk. Tons-tunge dele af Mont Blanc blev slynget flere kilometer væk, og en tsunami dræbte adskillige i området.

## Baggrund og ulykkens årsag og forløb
Under første verdenskrig var Halifax en vigtig havn, der spillede en betydelig rolle i udskibningen af soldater og forsyninger fra Nordamerika til Europa. Det var en af de dybeste og største naturlige havne, og var forholdsvis let at forsvare mod angreb, særlig fra tyske ubåde. Havnen havde vokset voldsomt umiddelbart inden verdenskrigens udbrud, og ekspansionen var fortsat hurtigt under krigen. Den hurtige vækst havde medført, at ledelse og organisation af havnen, og trafikken i denne, lod en del tilbage at ønske, og kollisioner i det smalle sund udenfor havnen var ikke ualmindelige.
De transatlantiske skibstransporter foregik med konvojer, der som regel udgik fra Halifax, og der blev derfor ofte i sundet udenfor Halifax opsamlet mange skibe, der ventede på tilladelse til at iværksætte en konvoj mod Europa. Sundet mod Atlanten var spærret af med anti-ubåds net, hvilket ligeledes var med til at gøre skibstrafikken tæt.
Det norske skib Imo havde sejlet fra Holland og var på vej mod New York for at blive lastet med forsyninger til Belgien. Skibet ankom til Halifax for at få kul til den videre færd. Skibet opholdt sig i Bedford Bassin nordvest for Halifax og fik tilladelse til at forlade Halifax den 5. december, men grundet forsinkelse blev kullene først leveret sent om eftermiddagen. Lastningen af kul blev ikke færdiggjort før end anti-ubådnettene blev hævet om aftenen, og skibet måtte derfor blive i Bedford Bassin indtil næste morgen.
Mont Blanc ankom fra New York sent den 5. december lastet med sprængstoffer. Hun skulle ankre op i Bedford Bassin og afvente samling af en konvoj til Europa, men hun ankom for sent til Halifax, hvorfor hun ikke kunne komme ind i havnen gennem det smalle stræde "The Narrows", da anti-ubådsnettene var blevet trukket op. Hun måtte derfor ankre op for natten sydøst for havnen.
Om morgenen den 6. december 1917 fik Imo kl. 7:30 med lods om bord tilladelse til at forlade Bedford Bassin. Grundet forsinkelsen sejlede skibet en del over den tilladte hastighed på 5 knob. Efter reglerne gældende for området skulle skibe ud af Bedford Bassin sejle med styrbord tæt ved vest og skibe mod Bedford Bassin med styrbord tæt mod øst. Da Imo sejlede ind i The Narrows i sydøstlig retning, blev hun mødt af den amerikanske trampdamper SS Clara, der af lodsen blev ledt den forkerte vej op gennem The Narrows. Lodserne på de to skibe aftalte at passere hinanden styrbord mod styrbord (og altså ikke bagbord mod bagbord som reglerne foreskrev), hvorved Imo fik en mere østlig kurs. Kort efter blev Imo tvunget til at tage en yderligere mere østlig kurs, da den passerede en slæbebåd, der sejlede midt i The Narrows.
Mont Blanc sejlede ind i The Narrows kl. 7:30 og sejlede mod nordvest mod Bedford Bassin. Skibet fulgte den foreskrevne rute og sejlede således tæt ved den østlige kyst. Lodsen på Mont Blanc havde den 5. december anmodet om, at der blev taget særlige forholdsregler fra havnemyndighedernes side som følge af skibets last, herunder et yderligere skib til støtte, men begæringen var blevet afslået. Lodsen opdagede Imo på en afstand af 1,2 km og blev bekymret over skibets rute. Der blev givet signal til Imo om at vige for Mont Blanc, men Imo besvarede signalet med, at Imo ikke agtede at vige. Mont Blancs kaptajn stoppede herefter maskinen og trak længere mod styrbord (mod øst) i håbet om, at Imo ville trække længere mod styrbord (mod vest). Imo fastholdt dog kursen. Da Imo nåede tæt på Mont Blanc, stoppede Imo maskinen, og de to skibe lå kort efter parallelt helt tæt på hinanden. Pludselig gav Imo signal om, at skibet satte bak. Kombinationen af, at Imo var uden last og trækket fra Imos styrbord propel, betød, at skibets bov svingede ind og ramte Mont Blanc i styrbord side kl. 8:45.
Der skete ikke større skade på Mont Blanc, men kollisionen medførte, at tønder med benzen væltede, og den udstrømmende benzen skyllede ud over skibet og ned gennem dette. Da Imo fik trukket sig ud af Mont Blanc, opstod gnister, der antændte benzendampene. Branden spredte sig hurtigt ombord på Mont Blanc, og mandskabet gik kort efter i bådene. Skibet drev mod havnen og ramte en mole. Kl. 9:04 antændte den stadig brændende benzen sprængstofferne ombord på skibet.
Mere end 1.600 mennesker omkom øjeblikkelig ved eksplosionen og omkring 9.000 blev kvæstet. Af disse døde ca. 300 senere af deres kvæstelser.